# Andreas Ekberg
Andreas Ekberg (Malmö, 2 januari 1985) is een Zweeds voetbalscheidsrechter. Hij is in dienst van FIFA en UEFA sinds 2013. Ook leidt hij sinds 2009 wedstrijden in de Allsvenskan.
Op 19 juli 2009 leidde Ekberg zijn eerste wedstrijd in de Zweedse eerste divisie. De wedstrijd tussen Gefle IF en Helsingborgs IF eindigde in 0–2. Hij gaf in dit duel drie gele kaarten. Vier jaar later, op 4 juli 2013, floot de scheidsrechter zijn eerste wedstrijd in de UEFA Europa League. Videoton en Mladost Podgorica troffen elkaar in de eerste ronde (2–1). In dit duel deelde de Zweedse leidsman vier gele kaarten uit.

## Interlands
| Datum             | Plaats                 | Wedstrijd                    | Uitslag | Competitie             | Kreeg geel | Kreeg voor de tweede keer geel en dus rood | Weggestuurd |
| ----------------- | ---------------------- | ---------------------------- | ------- | ---------------------- | ---------- | ------------------------------------------ | ----------- |
| 15 november 2013  | Dublin, Ierland        | Ierland – Letland            | 3 – 0   | Vriendschappelijk      | 3          | 0                                          | 0           |
| 11 juni 2017      | Chisinau, Moldavië     | Moldavië – Georgië           | 2 – 2   | WK 2018 kwalificatie   | 3          | 0                                          | 0           |
| 23 maart 2018     | Oslo, Noorwegen        | Noorwegen – Australië        | 4 – 1   | Vriendschappelijk      | 1          | 0                                          | 0           |
| 15 oktober 2018   | Reykjavik, IJsland     | IJsland – Zwitserland        | 1 – 2   | Nations League 2018/19 | 3          | 0                                          | 0           |
| 5 september 2019  | Beër Sjeva, Israël     | Israël – Noord-Macedonië     | 1 – 1   | EK 2020 kwalificatie   | 3          | 0                                          | 0           |
| 11 oktober 2019   | Podgorica, Montenegro  | Montenegro – Bulgarije       | 0 – 0   | EK 2020 kwalificatie   | 4          | 0                                          | 0           |
| 3 september 2020  | Lviv, Oekraïne         | Oekraïne – Zwitserland       | 2 – 1   | Nations League 2020/21 | 3          | 0                                          | 0           |
| 17 november 2020  | Sevilla, Spanje        | Spanje – Duitsland           | 6 – 0   | Nations League 2020/21 | 2          | 0                                          | 0           |
| 30 maart 2021     | Nicosia, Cyprus        | Cyprus – Slovenië            | 1 – 0   | WK 2022 kwalificatie   | 2          | 0                                          | 0           |
| 13 juni 2021      | Boekarest, Roemenië    | Oostenrijk – Noord-Macedonië | 3 – 1   | EK 2020                | 3          | 0                                          | 0           |
| 8 september 2021  | Reykjavik, IJsland     | IJsland – Duitsland          | 0 – 4   | WK 2022 kwalificatie   | 2          | 0                                          | 0           |
| 11 oktober 2021   | Riga, Letland          | Letland – Turkije            | 1 – 2   | WK 2022 kwalificatie   | 6          | 0                                          | 0           |
| 26 maart 2022     | Londen, Engeland       | Engeland – Zwitserland       | 2 – 1   | Vriendschappelijk      | 0          | 0                                          | 0           |
| 4 juni 2022       | Podgorica, Montenegro  | Montenegro – Roemenië        | 2 – 0   | Nations League 2022/23 | 3          | 0                                          | 0           |
| 22 september 2022 | Saint-Denis, Frankrijk | Frankrijk – Oostenrijk       | 2 – 0   | Nations League 2022/23 | 1          | 0                                          | 0           |
| 28 maart 2023     | Bursa, Turkije         | Turkije – Kroatië            | 0 – 2   | EK 2024 kwalificatie   | 2          | 0                                          | 0           |

Laatst bijgewerkt op 29 maart 2023.